# Mikropłyta Galapagos

Płyta pacyficzna zaznaczona kolorem żółtym

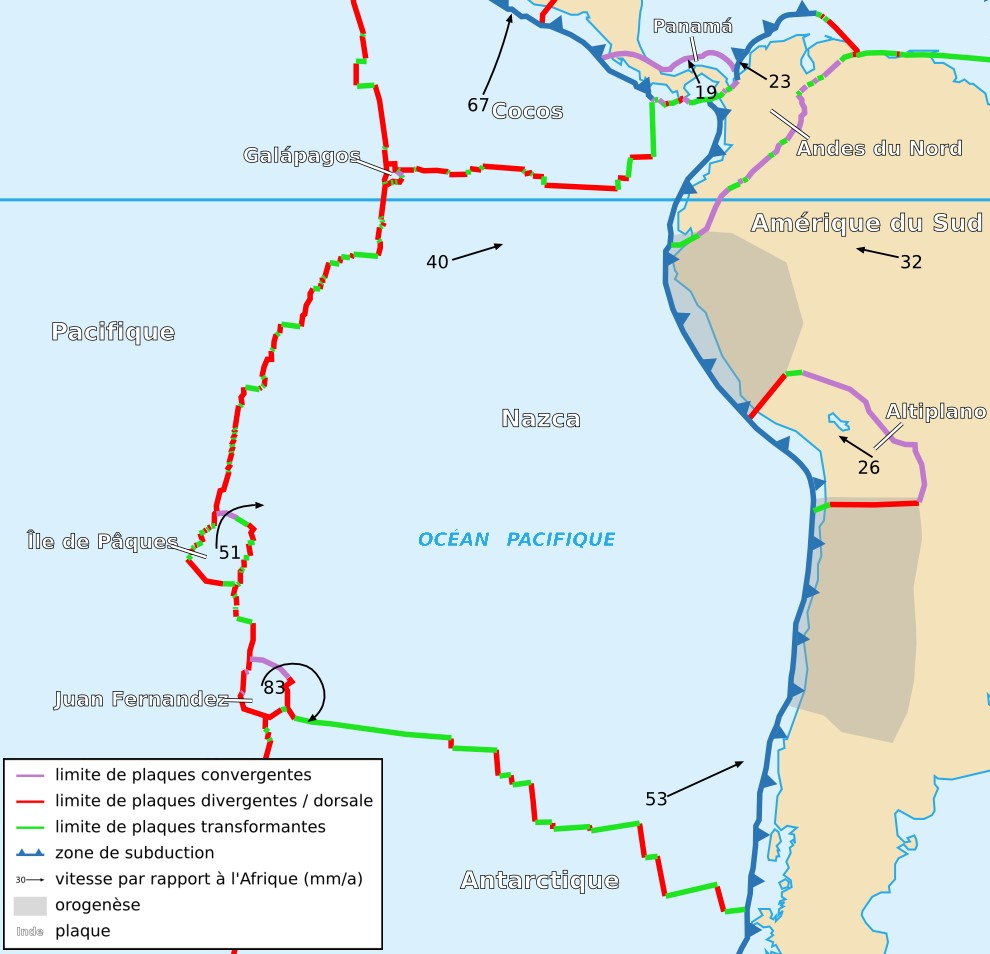
Płyta Nazca, mikropłyta Galapagos, płyta Wyspy Wielkanocnej i płyta Juan Fernandez

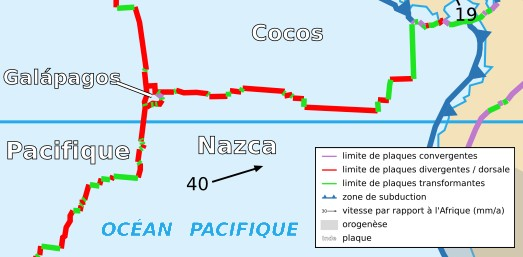
Mikropłyta Galapagos

Mikropłyta Galapagos − mała płyta tektoniczna (mikropłyta), położona we wschodniej części Oceanu Spokojnego, uznawana za część większej płyty pacyficznej.
Mikropłyta Galapagos od północnego wschodu graniczy z płytą kokosową, od południowego wschodu z płytą Nazca i od zachodu z płytą pacyficzną.